# Horst aan de Maas
Horst aan de Maas è una municipalità dei Paesi Bassi di 41 436 abitanti situata nella provincia di Limburgo.
La municipalità è stata istituita il 1º gennaio 2001 ed è stata formata dall'unione del territorio delle ex-municipalità di Horst, Broekhuizen e Grubbenvorst. Il 1º gennaio 2010 sono state integrati anche il territorio della ex-municipalità di Sevenum e parte di quello di Meerlo-Wanssum.
In questa località ogni anno si svolge un'importante gara multisportiva, di duathlon long distance (corsa-bici-corsa) facente parte del circuito Powerman.

## Geografia antropica

### Località
| N. | Località         | Abitanti |
| -- | ---------------- | -------- |
| 1  | America          | 2 168    |
| 2  | Broekhuizen      | 763      |
| 3  | Broekhuizenvorst | 1 113    |
| 4  | Griendtsveen     | 533      |
| 5  | Grubbenvorst     | 4 786    |
| 6  | Hegelsom         | 1 831    |
| 7  | Horst            | 12 014   |
| 8  | Lottum           | 2 052    |
| 9  | Melderslo        | 1 911    |
| 10 | Meterik          | 1 543    |

Dal 1º gennaio 2010 appartiene a Horst aan de Maas il territorio dell'ex comune di Sevenum, località di Sevenum, Kronenberg und Evertsoord, e quelle di Meerlo, Swolgen e Tienray dell'ex comune di Meerlo-Wanssum.